# Две стрелы. Детектив каменного века
«Две стрелы. Детектив каменного века» — художественный фильм, трагикомедия, детектив режиссёра Аллы Суриковой, вышедший в 1989 году.
Сюжет фильма основан на пьесе Александра Володина «Две стрелы».

## Сюжет
Действие происходит в каменном веке. В племени первобытных людей происходит убийство, которое внесло смуту в их нормальную жизнь. Длинный должен был выступить на совете племени, но получил две стрелы в спину. Главе рода нужно найти виновного. Подозрение падает на Ушастого, художника и мечтателя, странного человека для того времени. Доказательством его вины служит характерное оперение стрел, которыми было совершено убийство, поскольку такое имелось только на стрелах Ушастого. Но тот уверяет, что ещё раньше потерял свой колчан, то есть его стрелами завладел кто-то другой, чтобы совершить убийство и затем свалить на него вину. К тому же непонятно, как в жертву попали две, а не одна стрела: такое впечатление, что одновременно стреляли двое убийц. Пытаясь оправдаться, Ушастый сначала случайно изобличает одного настоящего убийцу, а в ходе дальнейшего разбирательства выясняется, что здесь имел место настоящий заговор. Организатор убийства, умный и хитрый человек, нашёл исполнителей, каждый из которых имел свой собственный мотив для того, чтобы расправиться с Длинным. Самому же организатору нужно не просто устранение неугодного человека, — ему нужна власть…

## В ролях
- Армен Джигарханян — глава рода
- Александр Кузнецов — Ушастый, художник
- Николай Караченцов — человек Боя
- Леонид Ярмольник — Долгоносик
- Наталья Гундарева — вдова (жена убитого Длинного)
- Сергей Шакуров — Ходок
- Станислав Садальский — Красноречивый
- Ольга Кабо — Черепашка
- Александр Иванов — Длинный (последняя роль в кино)

### В эпизодах (Люди рода)
- Мария Виноградова — Пожилая
- Нина Маслова — любовница Ходока
- Раиса Петрова
- Ольга Токарева — немая
- Виктор Ильичёв — Торопливый
- Владимир Носик — Длинноволосый
- Олег Анофриев — барабанщик
- Александр Рыжков — Молчаливый
- В. Диво
- Николай Иванов (нет в титрах)
- Юлия Рутберг (нет в титрах)

## Съёмочная группа
- Автор сценария: Александр Володин
- Режиссёр-постановщик: Алла Сурикова
- Оператор-постановщик: Григорий Беленький
- Художник-постановщик: Евгений Виницкий
- Композитор: Геннадий Гладков
- Ансамбль танца «Синтез»
  - Балетмейстер: Ю. Пузаков
- Группа каскадёров п/у Александра Иншакова
- Директор картины: Владимир Дудин

На роли Ушастого и Черепашки актёров утверждали парами. В одной паре были Александр Кузнецов и Ольга Кабо, во второй — Ирина Климова и Николай Добрынин. Алла Сурикова отдала предпочтение паре Климовой — Добрынина, но худсовет не принял её решение и утвердил пару Кузнецова — Кабо.